# Nights in Rodanthe
Nights in Rodanthe (bra: Noites de Tormenta; prt: O Sorriso das Estrelas) é um filme de drama romântico americano de 2008 baseado no romance homónimo de Nicholas Sparks. O filme foi realizado por George C. Wolfe e produzido por Denise Di Novi, para a Warner Bros. Pictures. O filme é estrelado por Richard Gere e Diane Lane, em sua terceira colaboração juntos na tela após Unfaithful (2002) e The Cotton Club (1984). O filme é classificado como PG-13 pela MPAA para "alguma sensualidade" e foi lançado em 26 de setembro de 2008. Foi filmado na pequena aldeia costeira de Rodanthe, a aldeia mais setentrional das áreas habitadas da ilha de Hatteras, bem como North Topsail Beach, Carolina do Norte. A trilha sonora do filme apresenta "Love Remains the Same", uma canção escrita por Gavin Rossdale por seu álbum solo de estréia de 2008, apesar do fato de ele não aparecer no filme.

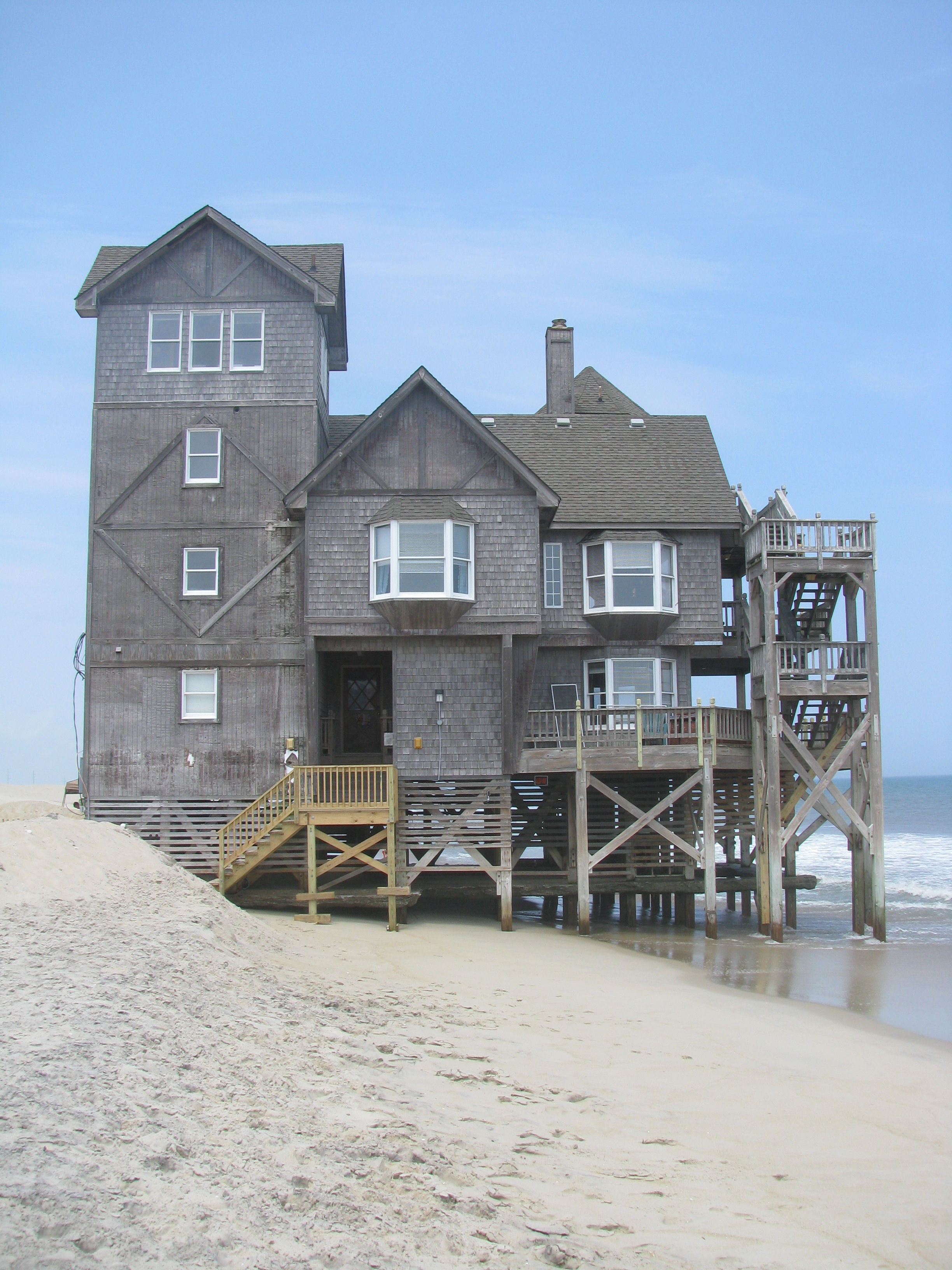
A casa em Rodanthe, na Carolina do Norte que foi utilizado no filme

## Sinopse
Adrienne Willis (Diane Lane) está se divorciando de seu marido Jack ( Christopher Meloni) depois que ele a deixou por outra mulher. A separação deles causou uma cisão entre Adrienne e sua filha adolescente rebelde Amanda (Mae Whitman). Certa manhã, ao pegar Amanda e seu filho Danny (Charlie Tahan) para uma visita de fim de semana, Jack diz a Adrienne que ainda a ama e que quer voltar para casa. Adrienne diz a ele que precisa de tempo e espaço para pensar.
Adrienne dirige até Rodanthe, Carolina do Norte para cuidar da pousada de uma amiga (Viola Davis) no fim de semana; uma casa rústica e romântica na praia e parcialmente nas ondas na maré alta. O único convidado do fim de semana é o cirurgião Paul Flanner (Richard Gere), que chega à pousada com sua própria bagagem emocional. Ele sofre de flashbacks de uma cirurgia que terminou tragicamente, o que o deixou frio e frustrado. A família do paciente falecido, que mora em Rodanthe, está processando-o.
Uma tempestade chega em Rodanthe, e Paul e Adrienne se unem para proteger a pousada. Eles jantam juntos, compartilham histórias e, eventualmente, procuram um ao outro em busca de conforto emocional. Um romance genuíno nasce e eles se apaixonam. Com o conselho e o apoio moral de Adrienne, Paul encontra coragem para visitar o viúvo da paciente falecido. Paul também carrega consigo a culpa por abrir mão de um relacionamento com seu filho Mark (James Franco) em favor de sua carreira e acaba decidindo ir para a América do Sul, onde trabalha como médico, para vê-lo.
Durante a separação, Adrienne e Paul trocam inúmeras cartas manuscritas expressando seu desejo de estarem juntos novamente. Na noite em que Adrienne e Paul vão se reunir, ele não aparece. Adrienne não conseguiu determinar pelas companhias aéreas se ele estava em seu voo de volta da América do Sul. Uma tarde, Mark chega à porta de Adrienne com uma caixa com os pertences pessoais de Paul. Paul foi morto em um deslizamento de terra. Mark agradece a Adrienne por "devolver-lhe o pai que ele conheceu quando era criança".
Nas semanas que se seguem, Adrienne luta para superar a perda de Paul. Eventualmente, Amanda (agora mais sábia e mais madura) é capaz de arrancar a história de sua mãe. Este é um ponto de viragem para o relacionamento delas, e Adrienne começa a lidar com sua perda. Ela conta à filha a história de um tipo de amor muito especial, o tipo que ela encontrou com Paul, e incentiva sua filha a buscar isso para si mesma algum dia.
Adrienne retorna a Rodanthe e finalmente consegue uma trégua de sua tristeza de partir o coração quando, durante uma estada solitária ao longo da praia, ela olha para cima para ver uma pequena manada de magníficos cavalos selvagens trovejando por ela. Ela, seus filhos e sua melhor amiga caminham até a doca onde Adrienne e Paul haviam dançado uma vez, e Adrienne pode finalmente dizer adeus a ele.

## Elenco
- Diane Lane - Adrienne Willis
- Richard Gere - Dr. Paul Flanner
- James Franco - Dr. Mark Flanner
- Scott Glenn - Robert Torrelson
- Christopher Meloni - Jack Willis
- Viola Davis - Jean
- Pablo Schreiber - Charlie Torrelson
- Mae Whitman - Amanda Willis
- Charlie Tahan - Danny Willis
- Jessica Lucas - Enfermeira

## Bilheteria
Nights in Rodanthe arrecadou US$41,850,659 na América do Norte e US$42,524,402 em outros territórios para um total mundial de US$84,375,061.
No fim de semana de estreia, o filme arrecadou US$13,418,454, terminando em segundo na bilheteria atrás de Eagle Eye (US$59,585,930). Tornou-se o décimo terceiro lançamento de maior bilheteria da Warner Bros. de 2008.

## Recepção da crítica
No Rotten Tomatoes, o consenso crítico afirma que o filme é "derivado de excesso de sentimentalismo" e "fortemente manchado por artifícios que nem mesmo o carisma das estrelas Diane Lane e Richard Gere não podem reparar." O site classifica o filme como "podre", com uma pontuação de 30%, com base em 132 opiniões. Metacritic classificou o filme como 39/100, com "opiniões geralmente negativas", com base em 26 comentários. Embora o filme tenha sido criticado, arrecadou US$84,375,061 em todo o mundo.
The Times incluíu Nights in Rodanthe em sua lista dos 100 Piores Filmes de 2008. Time nomeado um dos 10 piores filmes femininos já feitos.

## Localização
A casa foi danificada por um furacão depois que o filme foi filmado. Novos proprietários compraram a casa e a transferiram para outra parte de Outer Banks. Os turistas na área podem alugar partes da casa e ficar em quartos específicos que foram reformados para parecerem como no filme (cenas internas reais foram filmadas em estúdios de som). O nome da casa é Serendipity.

## Mídia doméstica
Nights in Rodanthe foi lançado em DVD e Blu-ray em 10 de fevereiro de 2009.

## Premiações
| Ano  | Prêmio                          | Categoria                            | Destinatário              | Resultado |
| ---- | ------------------------------- | ------------------------------------ | ------------------------- | --------- |
| 2009 | AARP Movies for Grownups Awards | Melhor história de amor para adultos | Diane Lane e Richard Gere | Indicado  |